# Nyikolaj Alekszejevics Szlicsenko
Nyikolaj Alekszejevics Szlicsenko, oroszul: Николай Алексеевич Сличенко (Belgorod, 1934. december 27. – Moszkva, 2021. július 2.) cigány származású szovjet-orosz színész, énekes, színházi rendező, színigazgató. 1977-től haláláig a moszkvai Roma Színház főrendezője. Az egyetlen cigány művész, aki megkapta a Szovjetunió népművésze (1981) elismerést.

## Életútja
1951-ben vették fel a Roma Színházba és a következő évben 18 évesen kapta első főszerepét. Több mint 60 szerepet játszott és számos népszerű filmben is részt vett. 1972-ben elvégezte az Orosz Színházművészeti Akadémia felsőfokú rendezői kurzusát. 1977-től a Roma Színház főrendezője lett.

## Elismerései, díjai
- az Oroszországi SZSZSZK érdemes művésze (1968)[2]
- az Oroszországi SZSZSZK népművésze (1975)[2]
- a Szovjetunió népművésze (1981)[2]
- Barátság Rendje (1984)[2]
- A Szovjetunió Állami Díja (1987)
- Hazáért Érdemrend (1994, 4. fokozat)[2]
- Hazáért Érdemrend (2004, 3. fokozat)[2]
- Becsületrend (2009)
- Barátságért érdemrend (2014)[2]
- Hazáért Érdemrend (2020, 2. fokozat)[2]

## Filmjei
Mozifilmek
- Vakmerő szív (Aleksa Dundić) (1958)
- Трудное счастье (1958)
- Vihmas ja päikeses (1960)
- Свадьба в Малиновке (1967)

Zenés tv-filmek és tv-játékok
- Эстрадная фантазия (1964)
- Новогодний календарь (1965)
- Похищение (1969)
- Мой остров синий… (1972, rendező is)
- Мы – цыгане (1986, rendező és forgatókönyvíró is)
- Военно-полевой романс (1998)

## Fordítás
- Ez a szócikk részben vagy egészben  a   Nikolai Slichenko című angol Wikipédia-szócikk ezen változatának fordításán alapul.  Az eredeti cikk szerkesztőit annak laptörténete sorolja fel. Ez a jelzés csupán a megfogalmazás eredetét és a szerzői jogokat jelzi, nem szolgál a cikkben szereplő információk forrásmegjelöléseként.
- Ez a szócikk részben vagy egészben  a(z)   Сличенко, Николай Алексеевич című orosz Wikipédia-szócikk ezen változatának fordításán alapul.  Az eredeti cikk szerkesztőit annak laptörténete sorolja fel. Ez a jelzés csupán a megfogalmazás eredetét és a szerzői jogokat jelzi, nem szolgál a cikkben szereplő információk forrásmegjelöléseként.

## További információ
- Hivatalos oldal
- Nyikolaj Alekszejevics Szlicsenko az Internet Movie Database-ben (angolul)
- Nyikolaj Alekszejevics Szlicsenko a Rotten Tomatoeson (angolul)